# Przedsiębiorstwo Komunikacji Miejskiej w Gdyni
Przedsiębiorstwo Komunikacji Miejskiej Sp. z o.o. w Gdyni – przedsiębiorstwo zajmujące się usługami związanymi z rozkładowym transportem pasażerskim i transportem w komunikacji miejskiej. Jest największym przewoźnikiem w sieci ZKM Gdynia. Obsługuje 43% przewozów autobusowych w Gdyni i okolicznych gminach. Przy przedsiębiorstwie funkcjonuje Ochotnicza Straż Pożarna. 

## Historia
PKM Gdynia utworzono 15 lipca 1994 r. w wyniku podziału Miejskiego Zakładu Komunikacyjnego w Gdyni na trzy niezależne spółki.
1 stycznia 1998 r. z Przedsiębiorstwa Komunikacji Autobusowej i Trolejbusowej Sp. z o.o. w Gdyni wydzielono Przedsiębiorstwo Komunikacji Trolejbusowej Sp. z o.o. w Gdyni.
27 października 2000 r. firma przeniosła się do najnowocześniejszej wówczas zajezdni autobusowej w Polsce.
30 listopada 2000 r. poświęcono i uroczyście przekazano obiekty zajezdni do użytku.

## Tabor[2]
Do 2015 roku trzon taboru autobusowego PKM Gdynia stanowiły pojazdy marki Jelcz-Mercedes O405N2/M122. Obecnie w taborze przedsiębiorstwa znajdują się wyłącznie autobusy marki MAN.
W 2007 roku do PKM’u przybyło 5 przegubowych autobusów firmy MAN napędzanych gazem ziemnym. W kwietniu 2009 roku przyjechało kolejne 5 sztuk takich autobusów. W grudniu 2010 roku do PKM Gdynia dostarczono następne 4 sztuki pojazdów MAN Lion’s City G CNG. Od 2012 roku eksploatowanych jest 16 pojazdów zasilanych sprężonym gazem ziemnym.
W grudniu 2014 roku do PKM-u przyjechało 15 nowych autobusów MAN Lion’s City zasilanych gazem CNG. Zostały one wprowadzone do ruchu liniowego w dniu 7 stycznia 2015 roku.
W październiku 2019 roku PKM otrzymał 14 fabrycznie nowych pojazdów MAN Lion's City oraz 16 pojazdów MAN Lion's City G.
W dniu 9 maja 2025 roku PKM zamówił 3 nowe pojazdy elektryczne Solaris Urbino 18 electric Będą to pierwsze autobusy o napędzie elektrycznym we flocie przewoźnika.
| Model autobusu                              | Lata produkcji                              | W ekploatacji od                            | Numer taborowy                                                             | Wyposażenie | Ilość  |
| ------------------------------------------- | ------------------------------------------- | ------------------------------------------- | -------------------------------------------------------------------------- | --- | ------ |
| MAN Lion’s City                             | 2006                                        | 2018                                        | 2048                                                                       | przewóz osób na wózkach · system informacji pasażerskiej · monitoring · klimatyzacja przestrzeni pasażerskiej                 | 1      |
| MAN Lion’s City                             | 2007                                        | 2024                                        | 2024                                                                       | przewóz osób na wózkach · system informacji pasażerskiej · monitoring · klimatyzacja przestrzeni pasażerskiej                 | 1      |
| MAN Lion’s City                             | 2008                                        | 2017                                        | 2049, 2053, 2058, 2082                                                     | przewóz osób na wózkach · system informacji pasażerskiej · monitoring · klimatyzacja przestrzeni pasażerskiej                 | 4      |
| MAN Lion’s City                             | 2009                                        | 2016                                        | 2026, 2032                                                                 | przewóz osób na wózkach · system informacji pasażerskiej · monitoring · klimatyzacja przestrzeni pasażerskiej                 | 2      |
| MAN Lion’s City                             | 2011                                        | 2018                                        | 2037, 2038, 2041, 2050                                                     | przewóz osób na wózkach · system informacji pasażerskiej · monitoring · klimatyzacja przestrzeni pasażerskiej                 | 4      |
| MAN Lion’s City                             | 2013                                        | 2024                                        | 2095                                                                       | przewóz osób na wózkach · system informacji pasażerskiej · monitoring · klimatyzacja przestrzeni pasażerskiej                 | 1      |
| MAN Lion’s City                             | 2019                                        | 2019                                        | 2028-2031, 2034, 2042, 2044, 2045, 2052, 2054, 2083, 2085-2087,            | przewóz osób na wózkach · system informacji pasażerskiej · monitoring · klimatyzacja przestrzeni pasażerskiej · ładowarki USB | 14     |
| MAN Lion’s City CNG                         | 2014                                        | 2014                                        | 2021-2023, 2033, 2035, 2036, 2051, 2055, 2056, 2060, 2081, 2084, 2090-2092 | przewóz osób na wózkach · system informacji pasażerskiej · monitoring · klimatyzacja przestrzeni pasażerskiej                 | 15     |
| MAN Lion’s City CNG                         | 2016                                        | 2020                                        | 2059                                                                       | przewóz osób na wózkach · system informacji pasażerskiej · monitoring · klimatyzacja przestrzeni pasażerskiej · ładowarki USB | 1      |
| MAN Lion’s City G                           | 2005                                        | 2016                                        | 2268, 2296, 2298                                                           | przewóz osób na wózkach · system informacji pasażerskiej · monitoring                                                         | 3      |
| MAN Lion’s City G                           | 2006                                        | 2017                                        | 2261                                                                       | przewóz osób na wózkach · system informacji pasażerskiej · monitoring                                                         | 1      |
| MAN Lion’s City G                           | 2009                                        | 2018                                        | 2201, 2275                                                                 | przewóz osób na wózkach · system informacji pasażerskiej · monitoring · klimatyzacja przestrzeni pasażerskiej                 | 2      |
| MAN Lion’s City G                           | 2009                                        | 2021                                        | 2269-2271, 2274, 2276                                                      | przewóz osób na wózkach · system informacji pasażerskiej · monitoring · klimatyzacja przestrzeni pasażerskiej                 | 5      |
| MAN Lion’s City G                           | 2015                                        | 2024                                        | 2208, 2288, 2289                                                           | przewóz osób na wózkach · system informacji pasażerskiej · monitoring · klimatyzacja przestrzeni pasażerskiej · ładowarki USB | 3      |
| MAN Lion’s City G                           | 2019                                        | 2019                                        | 2209, 2210, 2262, 2263, 2267, 2272, 2273, 2277-2280, 2293, 2294, 2297      | przewóz osób na wózkach · system informacji pasażerskiej · monitoring · klimatyzacja przestrzeni pasażerskiej · ładowarki USB | 16     |
| MAN Lion’s City G CNG                       | 2007                                        | 2007                                        | 2204-2207                                                                  | przewóz osób na wózkach · system informacji pasażerskiej · monitoring                                                         | 4      |
| MAN Lion’s City G CNG                       | 2009                                        | 2009                                        | 2211, 2212, 2217-2219                                                      | przewóz osób na wózkach · system informacji pasażerskiej · monitoring · klimatyzacja przestrzeni pasażerskiej                 | 5      |
| MAN Lion’s City G CNG                       | 2010                                        | 2010                                        | 2214-2216, 2220                                                            | przewóz osób na wózkach · system informacji pasażerskiej · monitoring · klimatyzacja przestrzeni pasażerskiej                 | 4      |
| MAN Lion’s City G CNG                       | 2012                                        | 2012                                        | 2202, 2203                                                                 | przewóz osób na wózkach · system informacji pasażerskiej · monitoring · klimatyzacja przestrzeni pasażerskiej                 | 2      |
| MAN NGxx3                                   | 2003                                        | 2015                                        | 2213                                                                       | przewóz osób na wózkach · system informacji pasażerskiej · monitoring · klimatyzacja przestrzeni pasażerskiej                 | 1      |
| MAN NGxx3                                   | 2003                                        | 2015/2016                                   | 2264, 2299, 2470, 2476                                                     | przewóz osób na wózkach · system informacji pasażerskiej · monitoring · klimatyzacja przestrzeni pasażerskiej                 | 4      |
| Wszystkie pojazdy                           | Wszystkie pojazdy                           | Wszystkie pojazdy                           | Wszystkie pojazdy                                                          | Wszystkie pojazdy | 93     |
| Udział autobusów niskopodłogowych we flocie | Udział autobusów niskopodłogowych we flocie | Udział autobusów niskopodłogowych we flocie | Udział autobusów niskopodłogowych we flocie                                | Udział autobusów niskopodłogowych we flocie                                                                                   | 100%   |
| Udział autobusów klimatyzowanych we flocie  | Udział autobusów klimatyzowanych we flocie  | Udział autobusów klimatyzowanych we flocie  | Udział autobusów klimatyzowanych we flocie                                 | Udział autobusów klimatyzowanych we flocie                                                                                    | 92.4%  |
| Średni wiek pojazdów                        | Średni wiek pojazdów                        | Średni wiek pojazdów                        | Średni wiek pojazdów                                                       | Średni wiek pojazdów | 12 lat |